# Turbo (lengyel együttes)
A Turbo lengyel metálzenekar, mely 1980 januárjában alakult Poznań-ban. Legismertebb számaik: "Dorosłe Dzieci", "Jaki był ten dzień", "Żołnierz fortuny" és "Wszystko będzie ok". 2009-ig Lengyelországban 5 millió lemezt adtak el, hazájukon kívül pedig 2 millió példányt.

## Tagok

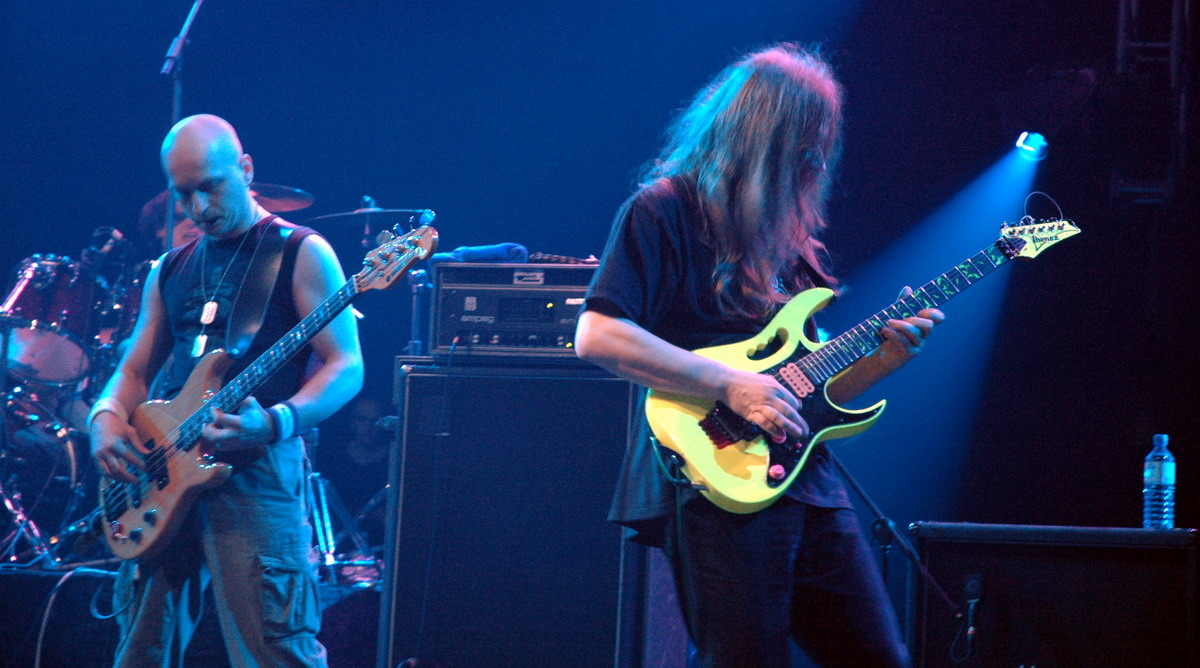
A Turbo a 2005-ös Metalmania fesztiválon

- Henryk Tomczak (basszus, 1980-81),
- Wojciech Hoffmann (gitár),
- Wojciech Anioła (dob, 1980-83),
- Wojciech Sewula (ének, 1980),
- Piotr Krystek (ének, 1980-81),
- Piotr Przybylski (basszus, 1981-83),
- Andrzej Łysów (gitár, basszus, 1981-90),
- Grzegorz Kupczyk (ének, billentyűs hangszerek, 1982-89, 1996-2007),
- Marek Olszak (dob, 1982),
- Bogusz Rutkiewicz (basszus, 1983-88, 1996-jelenleg),
- Ryszard Oleksy (dob, 1983),
- Przemysław Pahl (dob, 1983),
- Alan Sors (dob, 1983-86),
- Tomasz Goehs (dob, 1986-91, 1995),
- Robert Friedrich (gitár, ének, 1988-91),
- Tomasz "Lemmy Demolator" Olszewski (basszus, 1990-91),
- Radosław Kaczmarek (basszus, 1991-92),
- Marcin Białożyk (gitár, 1991-92, 1996-2000),
- Daniel Cybusz (dob, 1991-92),
- Szymon Ziomkowski (dob, 1995-2000),
- Mariusz "Bobiś" Bobkowski (dob, 2000-01, 2011-jelenleg),
- Tomasz "Krzyżyk" Krzyżaniak (dob, 2001-11),
- Dominik Jan Maria Jokiel (gitár, 2001-jelenleg),
- Tomasz Struszczyk (ének, 2007-jelenleg)

## Diszkográfia

### Stúdiólemezek
- Dorosłe dzieci (1983)
- Smak ciszy (1985)
- Kawaleria szatana (1986)
- Ostatni wojownik (1987)
- Alive! (1988)
- Last Warrior (1988)
- Epidemie (1989)
- Epidemic (Az Epidemie angol nyelvű változata, 1989)
- Dead End (1990)
- One Way (1993)
- Awatar (2001)
- Identity (2004)
- Tożsamość (2004)
- Akustycznie (2008)
- Strażnik światła (2009)

## Válogatáslemezek
- 1980-1990 (1990)
- Titanic (1992)
- Dorosłe Dzieci i Inne Ballady (1994)
- Intro 1982-86 (1998)
- Dead End / One Way (2000)
- Remix '92 (2000)
- Anthology 1980-2008 (2008)
- Kręci się nasz film (2008)
- Taka właśnie jest muzyka (2008)